# 尤魯比國家公園
尤魯比國家公園是委內瑞拉的國家公園，位於該國西北部，由亞拉奎州負責管轄，面積237平方公里，始建於1960年3月18日，該地區有68種鳥類棲息。